# 龙潭乡 (漾濞县)
龙潭乡，是中华人民共和国云南省大理白族自治州漾濞彝族自治县下辖的一个乡镇级行政单位。

## 行政区划
龙潭乡下辖以下地区：
龙潭村、富厂村、己路河村、水竹平村、清河村、密古村和白竹村。